# Sea Life Paris Val d'Europe
L'aquarium Sea Life Paris Val d'Europe est un aquarium thématique et ludique situé dans le centre commercial international du Val d'Europe à Marne-la-Vallée, dans le département de Seine-et-Marne, en Île-de-France. L'entrée de l'aquarium se trouve dans le secteur dit « Les Terrasses » du centre commercial où se regroupent de nombreux points de restauration juste avant « La Vallée Village ».
L'aquarium est détenu par la société Sea Life Centres, spécialiste de la création et de la gestion d'aquariums géants en Europe.

## Caractéristiques générales
La surface totale de l'exposition est de 2 500 m2 avec plus de 50 bassins correspondant à un volume total de 2 millions de litres d'eau. Deux imposants bassins, Atlantic et Pirates des Caraïbes, regroupent des espèces marines telles que des requins, des raies ou des tortues.
Les bassins regroupent environ 350 espèces d'animaux vivants avec plus ou moins 5 000 individus. Des animations régulières (discours, nourrissages, bassin tactile, jeu interactif, atelier requin) ponctuent la visite de l'aquarium.
Les visiteurs sont principalement français d'Ile-de-France et de toute la France, et depuis peu de nombreux étrangers, Européens, Américains, Japonais et Chinois.

## Thématiques abordées
- L'Amazonie
- Quai de la Seine.
- L'estuaire et son port.
- Pollution des océans
- L'océan au creux des mains.
- Les falaises d'Étretat.
- L'anse des raies qui est un grand bassin rond avec de nombreuses raies, des crabes et araignées de mer et divers autres poissons.
- Les bassins tactiles.
- Le bassin Atlantique avec son tunnel où l'on peut observer des raies, requins et daurades.
- Le bassin Atlantis, le plus gros bassin de l'Aquarium, avec des tortues, requins et autres poissons de haute mer.
- La mangrove.
- La barrière de corail.
- Un espace de jeu pour les enfants
- Un espace méduses
- Un espace manchot

L'aquarium Sea Life propose des activités pour les enfants ainsi des activités pédagogiques notamment autour du nourrissage des animaux.

## Galerie photos

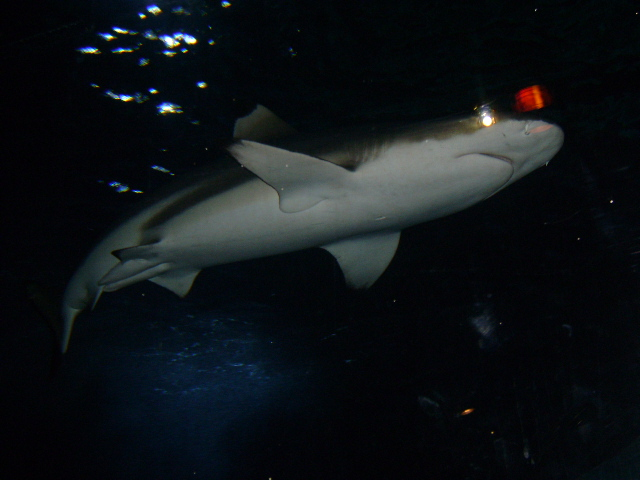
Requin bordé (Carcharhinus limbatus)
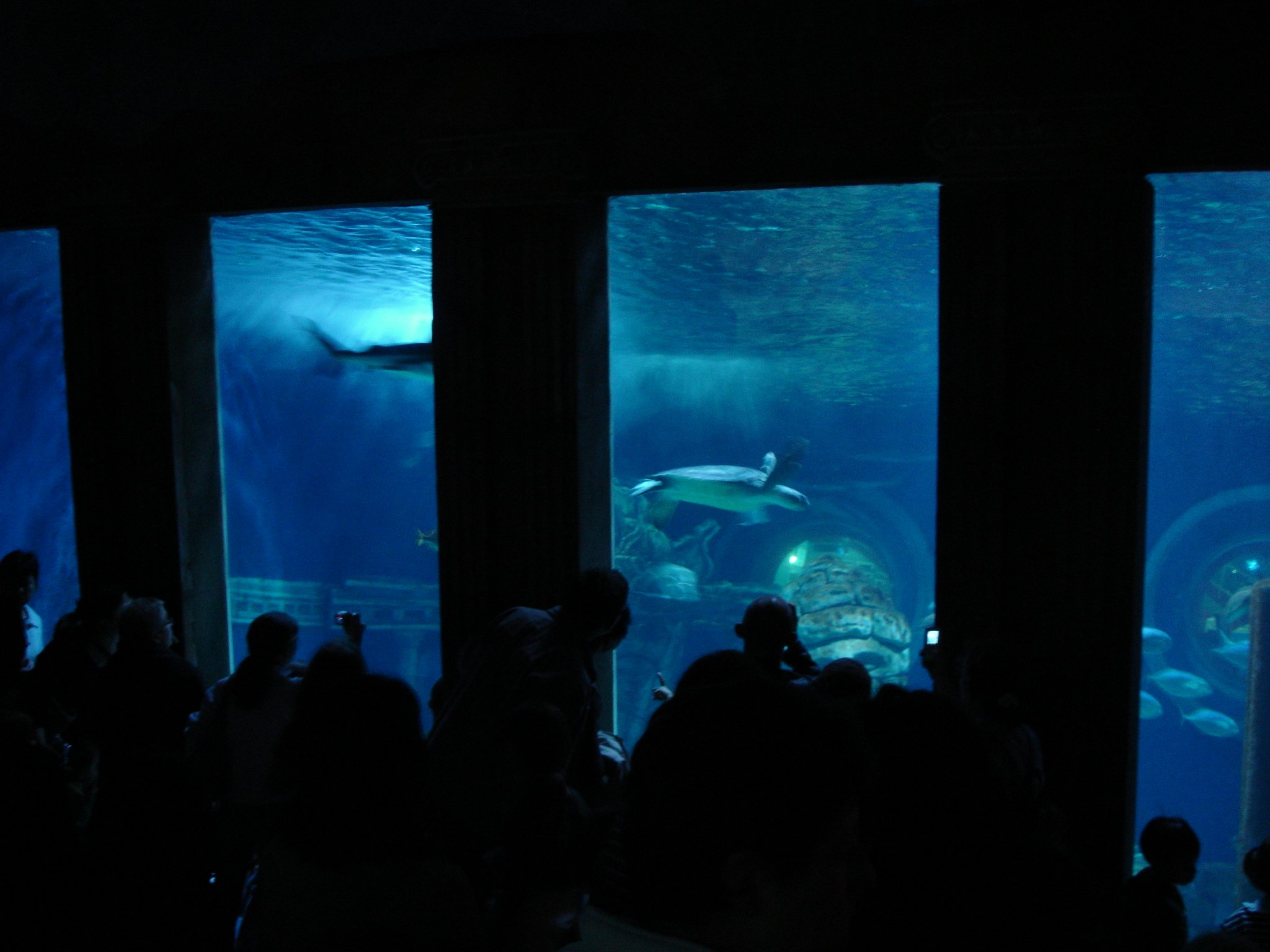
Bassin Atlantis
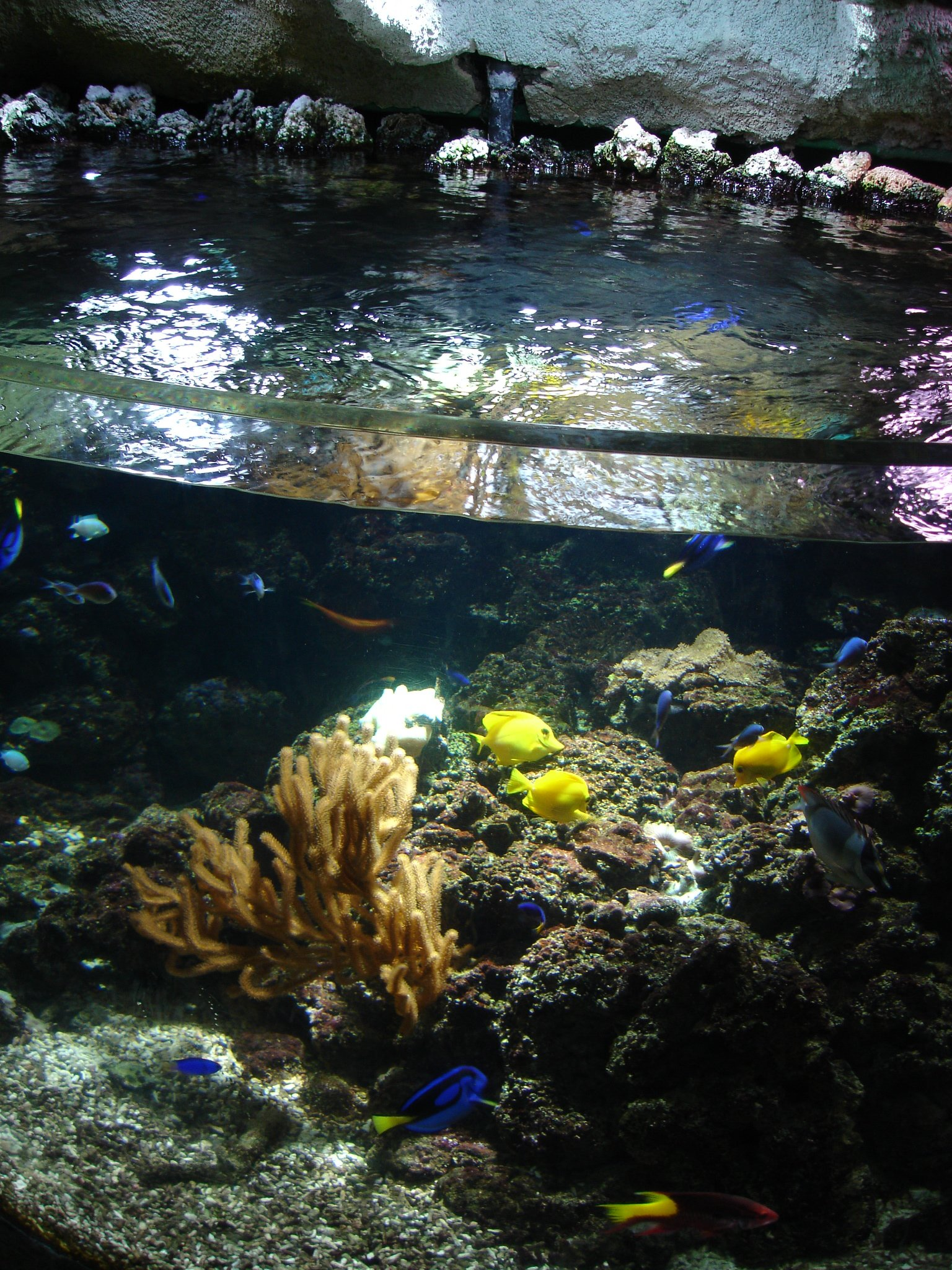
Barrière de Corail